# 武装直升机
武裝直升機(Armed helicopter)是裝備了航空武器的軍用直升機。
按其用途可分為：
- 攻擊直升機(attack helicopter)：專門用於對地攻擊的直升機，有限的空戰能力用於自衛，“武裝直升機”一般即指此類。機身較小。如AH-64阿帕契直升機。其中有的專職反坦克直升機。
- 武裝運輸直升機(air cargo helicopter)，僅配備極為有限的航空機槍與射擊控制系統用於自衛，主要任務是人員與物資運輸。機艙寬大。如米-8“河馬”、UH-60“黑鷹”、CH-47 契努克。
- 偵察直升機(aerial reconnaissance)，通常為輕型，2噸級左右，僅配備有限的火力用於自衛。如OH-58D“基奥瓦”、川崎OH-1。

按軍種又可分為：
- 陸軍直升機：因需求空中對地面接戰（空對地戰）和密接支援作戰，特別需要厚實的防護、能夠威嚇的火力，以及基礎運補能力、垂直進出戰場。配備航空機槍（對地步兵掃射）、航空機砲（對地面車輛攻擊），大多另配上反坦克武器（如拖式飛彈、地獄火飛彈、龍式反坦克飛彈、米蘭飛彈、紅箭-8等反坦克飛彈）和對地火箭彈為主力火力。
- 海軍直升機，擔負多種任務，如偵察、反潛（如卡-27、SH-60"海鷹"、西科斯基"海妖"）、空中指揮與預警（卡-31）、電子戰、超視距遠程反艦飛彈中繼（如卡-25）、運輸、搜救等任務（如SH-3海王直昇機）。
- 空軍直升機，擔負地面接近戰、基地附近巡弋（如AH-64阿帕契直升機、AH-1"眼鏡蛇"、山貓式直升機）、近距離斥侯偵查（超級黃蜂式直升機），及短距離運補工作。